# Eva Kushner
Pour les articles homonymes, voir Kushner.
Eva M. Kushner, née à Prague le 18 juin 1929 et morte le 28 janvier 2023 à Toronto, est une professeure canadienne de littérature française et de littérature comparée . Elle est spécialisée dans la poésie québécoise et la littérature de la Renaissance. Elle a édité les œuvres du poète Pontus de Tyard. Elle a fait carrière à l'Université McGill puis à l'Université de Toronto.

## Biographie
Eva Dubska est née à Prague, en Tchécoslovaquie le 18 juin 1929. Elle a vécu en France à partir de 1939 et au Canada à partir de 1946.
En 1949, elle a épousé le microbiologiste Donn Kushner (mort en 2001).
Kushner a étudié à l'Université McGill, où elle a obtenu un B.A. en philosophie et psychologie en 1948. En 1956, elle a obtenu un Ph.D. en littérature française. Elle est devenue présidente de l'Université Victoria de Toronto en 1987 et l'est restée jusqu'en 1994.
En 1997, elle a été nommée officier de l'Ordre du Canada.

## Distinctions
- 1971 - Membre de la Société royale du Canada
- 1983 - Bourse Killam
- 1997 - Officier de l'Ordre du Canada